# Barabás Kásler Magda
Barabás Kásler Magda (Déva, 1936. július 18. – Budapest, 2012. június 26.) erdélyi énekművész, tanár.

## Életútja
A kolozsvári Gheorghe Dima Zeneakadémián végzett cselló szakon 1960-ban, majd énekművész szakon 1964-ben. 1960–1961-ben a kolozsvári filharmónia csellistája, 1961–1967 között zeneiskolai csellótanár Kolozsvárott, majd ugyanott 1995-ös nyugdíjazásáig énektanár a zenelíceumban. A Romániai Magyar Zenetársaság tagja.

## Munkássága
Koncerteken, rádió és televízió műsorokban népdalokat, nótákat, klasszikus és egyházi dalokat énekelt.

### Lemezei
- Moldvai csángó népdalok, Electrecord, 1974
- Széki lakodalmasok, Electrecord, 1974
- Népdalok
- Erdélyi zeneszerzők dalai
- Márkos Albert virágénekei

### Hangversenyei (válogatás)
- Bartók Béla  100. születési évfordulóján 20 magyar népdal
- Kodály dalest Kolozsváron
- Vivaldi Stabat Mater című kantátájának szólóénekese több városban